# Genaro de Quesada y Matheus

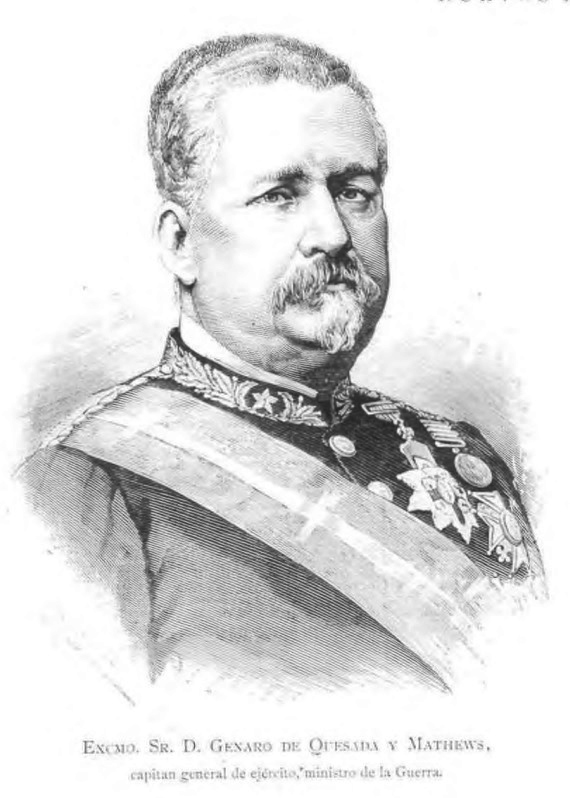
Genaro de Quesada y Matheus

Genaro de Quesada y Matheus, markis av Miravalles, född den 6 februari 1818 i Santander, död den 19 januari 1889 i Madrid, var en spansk krigare, Han var son till Vicente Genaro de Quesada. 
de Quesada deltog på 1830-talet i striderna mot karlisterna, blev 1853 divisionsgeneral, utmärkte sig under kriget i Marocko, undertryckte i juni 1866 ett folkupplopp i Madrid och blev 1875 befälhavare över norra armén, med vilken han 1875–1876 framgångsrikt bekämpade karlisterna. Han belönades med markisvärdighet (av Miravalles) samt blev grand av Spanien och senator.